# Medvejiegorsk
Medvejiegorsk (en russe : Медвежьегорск ; en finnois : Karhumäki) est une ville de la république de Carélie, en Russie, et le centre administratif de l'établissement urbain de Medvejiegorsk et du raïon de Medvejiegorsk. Sa population s'élevait à 14 958 habitants en 2013.

## Géographie
Medvejiegorsk est située à 123 km au nord de Petrozavodsk.
Medvejiegorsk se trouve sur la voie ferrée qui va de Mourmansk au lac Onega. Le canal de la mer Blanche passe également dans la ville à une altitude de 80 m.

## Histoire
Un village carélien existait à l'emplacement de la ville actuelle depuis le XVIe siècle.
Depuis 1710, le port de Vjang servait d'étape intermédiaire sur la route commerciale Saint-Pétersbourg-Arkhangelsk. En 1773, le village reçut le droit de cité et en même temps il fut nommé Vytegra comme la rivière qui traverse le village.
La ville est née de la construction de la voie ferrée de Mourmansk entre 1914 et 1916.
En 1915, un quai pour bateaux a été construit sur la rive du lac Ääninen, par lequel les fournitures pour le chemin de fer étaient livrées.
En 1916, une gare ferroviaire y fut construite, permettant le développement d'une localité connue sous le nom de Medvejiia Gora (littéralement « montagne de l'ours »)
.
En 1924, une école ferroviaire et une usine de transformation du bois furent créées dans le village et, en 1925, le premier sanatorium pour tuberculeux de la République socialiste soviétique autonome de Carélie.
Dans les années 1931-1933, Karhumäki était le centre administratif du chantier de construction du Canal de la mer Blanche.
Le village accéda au statut de commune urbaine en 1929 puis à celui de ville en 1938, recevant alors son nom actuel.
Pendant la guerre de Continuation (1941-1944), elle fut occupée par les troupes finlandaises.
En 1947, la ville est dotée d'un réseau électrique. Le 7 avril 1962 est ouvert le musée d'histoire locale de la ville. Le 27 décembre 1962, l'usine de pierre concassée de Medvejiegorsk a été inaugurée et mise en service.

## Population
Recensements (*) ou estimations de la population
| 1926* | 1939*  | 1959*  | 1970*  | 1979*  | 1989*  |
| ----- | ------ | ------ | ------ | ------ | ------ |
| 2 099 | 12 108 | 15 824 | 17 465 | 20 300 | 20 373 |

| 2002*  | 2010*  | 2012   | 2013   | 2014   | 2015   |
| ------ | ------ | ------ | ------ | ------ | ------ |
| 17 283 | 15 533 | 15 160 | 14 958 | 14 833 | 14 647 |

| 2016   | 2017   | 2018   | 2019   | 2020   | 2021   |
| ------ | ------ | ------ | ------ | ------ | ------ |
| 14 520 | 14 446 | 14 340 | 14 249 | 14 091 | 11 962 |

| 2023   | - | - | - | - | - |
| ------ | - | - | - | - | - |
| 11 737 | - | - | - | - | - |

## Transport
La voie ferrée de Mourmansk traverse Karhumäki, et dessert les gares de Karhumäki (Medvežja Gora), Vitsakylä, Predmedgorski et Perälahti.
Les trains de longue distance entre Mourmansk et Saint-Pétersbourg, Moscou, Minsk, Novorossiysk, Astrakhan, Sotchi, Simferopol, Velikié Louki et Kharkiv, ainsi que les trains locaux entre Petroskoi et Segueja s'arrêtent en gare de Karhumäki.
La gare accueille également beaucoup de trafic de marchandises.
La route  route R21 entre Saint-Pétersbourg, Petrozavodsk et Mourmansk passe à l'ouest de la ville.
Il existe des liaisons routières de Karhumäki à Vologda via Poudoj, Suurlahti via Tolvoja et Suojärvi via Juustjärvi.
Les services de bus se rendent à Kontupohja, Petroskoi, Segueja, Poudoj, Hirvas et Vytegra, ainsi qu'aux centres municipaux et villages du raïon.
Il existe également des lignes de bus locaux au sein de la municipalité.
Le port, situé dans la baie de Poventsanlahti, a des liaisons par la rivière Syväri, le lac Ladoga et la Neva jusqu'à Saint-Pétersbourg, empruntant le canal de la mer Blanche jusqu'à la mer Blanche et par la voie navigable Volga-mer Baltique jusqu'à la Volga.
Le charbon et les produits des scieries sont transportés via le port vers les usines de pâte à papier de Kondopoga (fi) et  Segueja (en).

## Paysage urbain
Situé à l'embouchure des rivières Kumsajoki et Vitsajoki, Karhumäki se compose de cinq raïons.
Au centre, il y a des bâtiments résidentiels de cinq étages et au sud se trouvent le port et une usine de transformation du bois.
Dans la partie orientale, qui comprend la banlieue de Poudoj et l'ancien village de Truda, se trouvent des zones résidentielles séparées les unes des autres par la forêt.
Le raïon de Pervomaiski, situé près de Särkilampi (Plotitšje) et Kasarmilampi (Kitaiskoje), comprend les anciens quartiers résidentiels de Pervomaiski, Južnyi et Školnyi.
Au-delà de la voie ferrée entre les rivières Kumsajoki et Vitsajoki se trouve le raïon d'Oktyabrsk, composé des anciens villages d'Oktyabrsk et Dorožnikov, qui possède également de vastes zones industrielles et d'entrepôts. Plus loin derrière la rivière Vitsajoki se trouve le quartier résidentiel de Vitsakylä.
Les espaces verts et les possibilités de loisirs de la ville sont situés sur les rives de l'Ääninen, des rivières Kumsajoki et Vitsajoki ainsi que des étangs Särkilampi et Kasarmilampi.
Il existe plusieurs zones d'habitat de l'âge de pierre dans la zone urbaine et le long de la rivière Kumsajoki.
Le potentiel touristique de Karhumäki repose principalement sur son camp du goulag et son histoire de guerre.
Les services d'hébergement sont proposés, entre autres, par l'hôtel Onejskaya, construit en 1981 au centre-ville, et par le village de vacances Malaja Medvejka sur la rive de l'Ääninen.

## Galerie

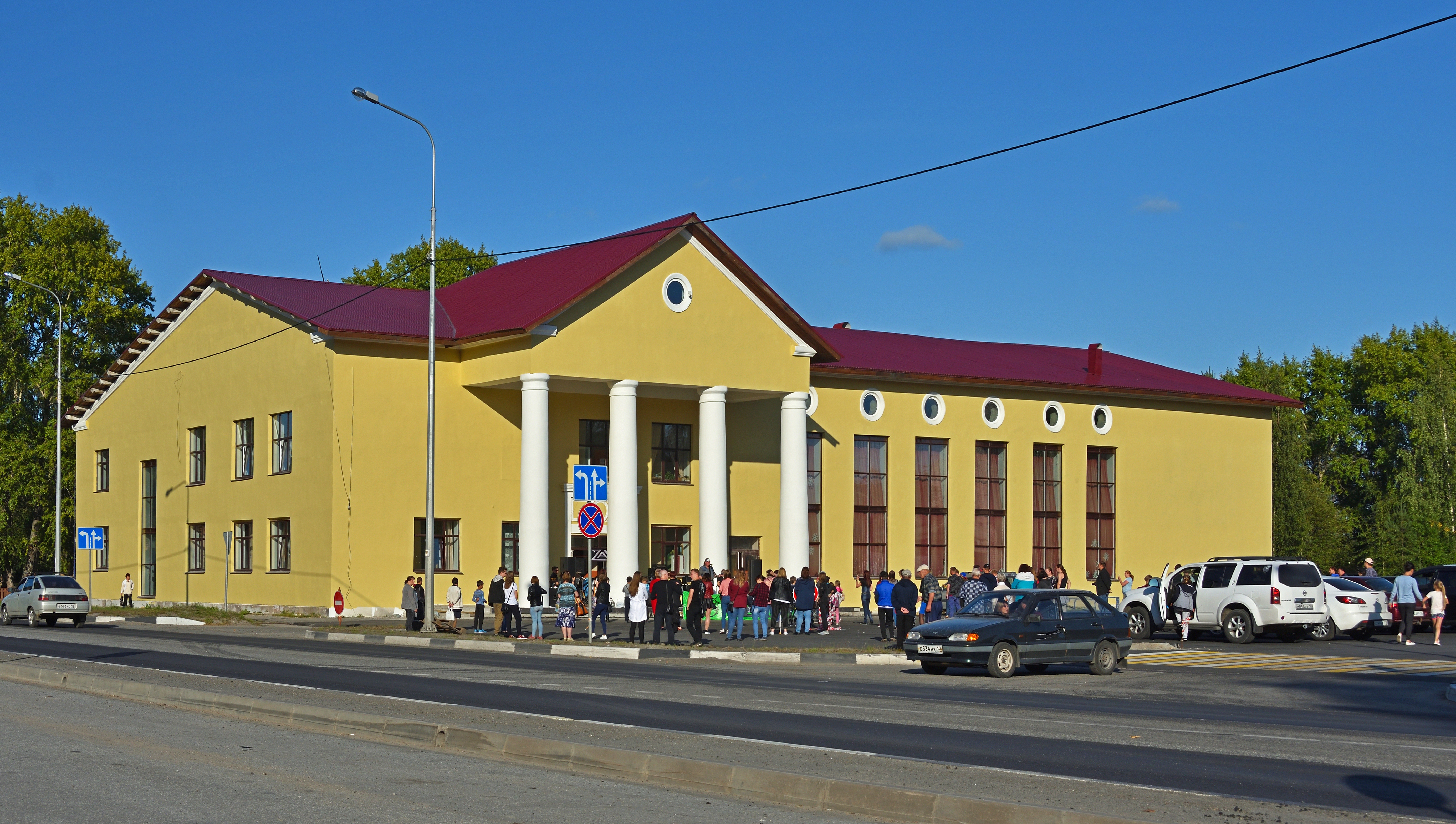
Maison  de  la  Culture.
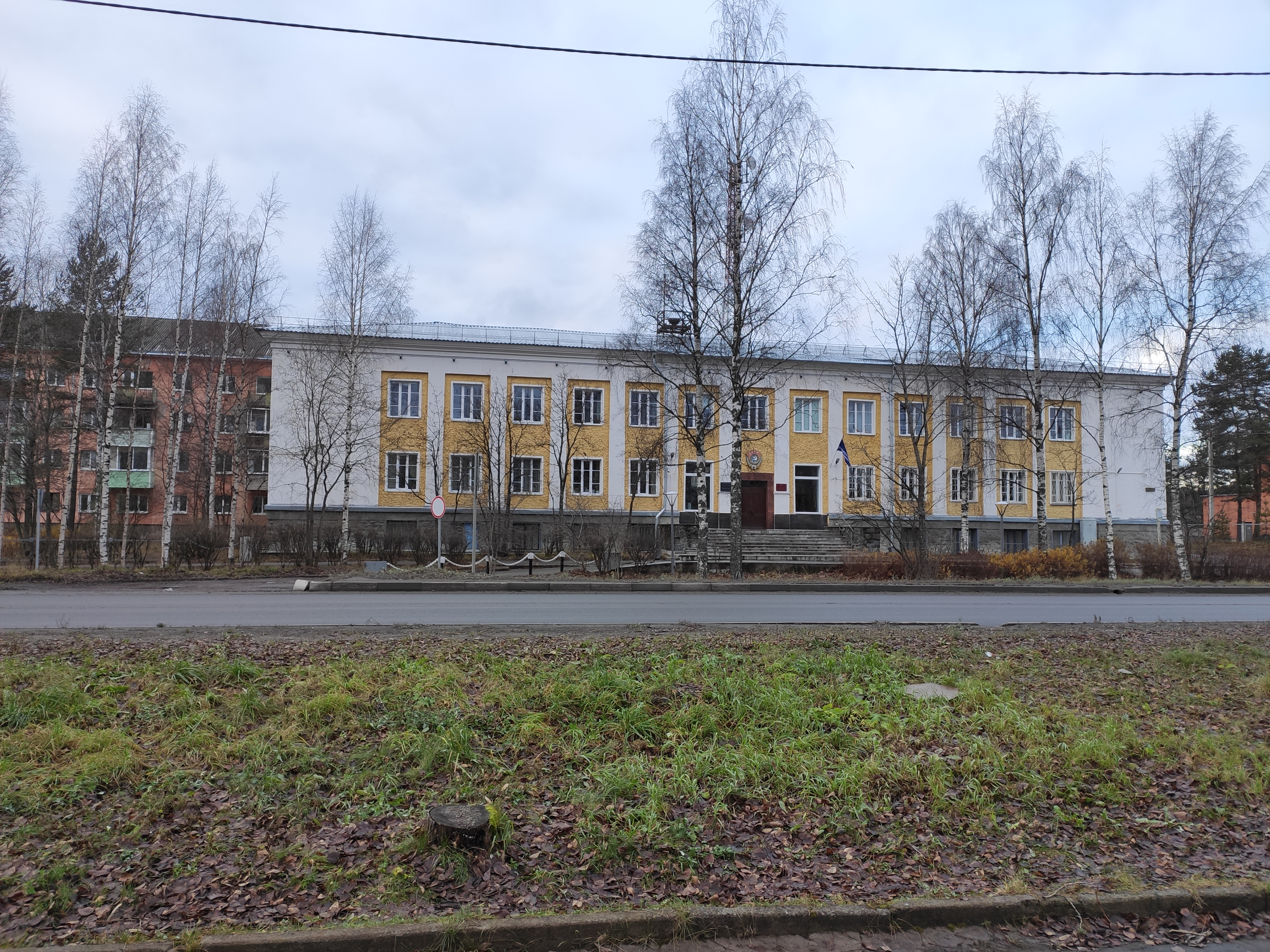
Bâtiment administratif.
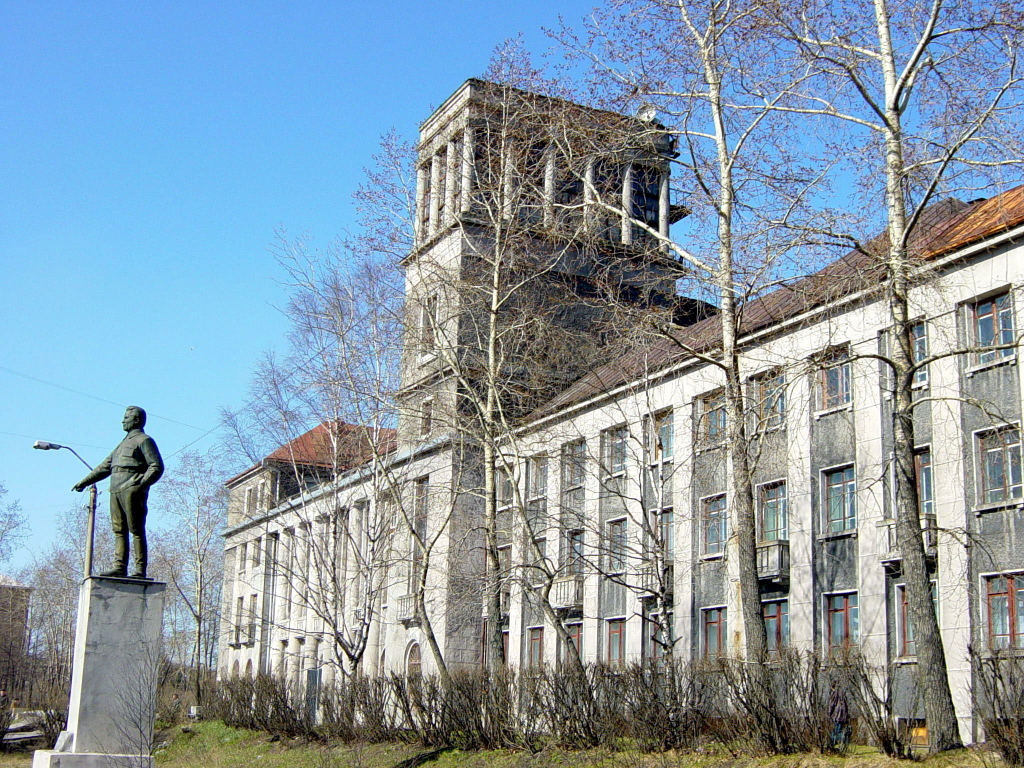
Bâtiment  administratif du canal de la mer Blanche.
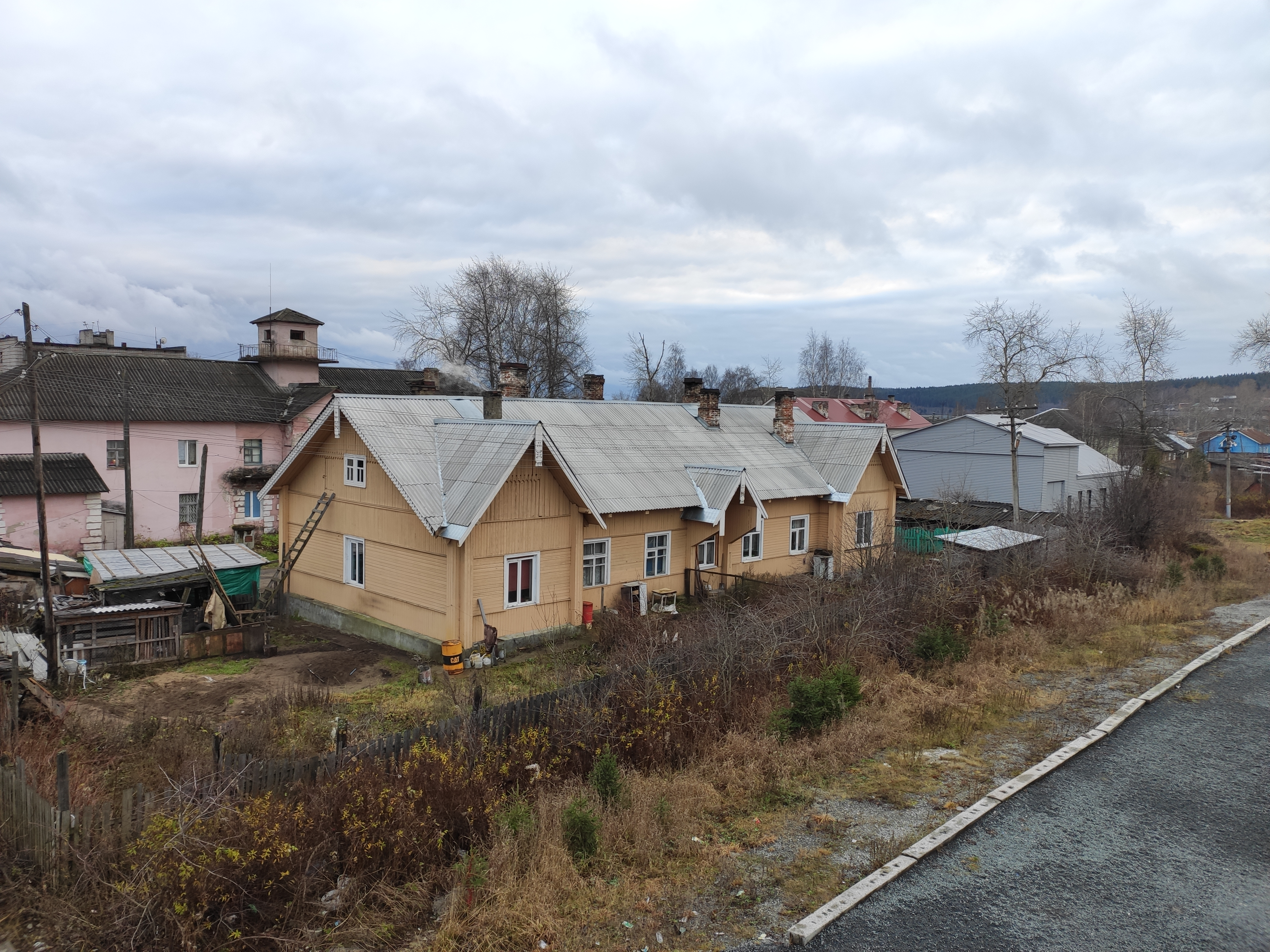
Rue Artemyeva 14A.